# Harry Belafonte
Harry Belafonte   (Harlem, 1 de març de 1927 - Upper West Side, 25 d'abril de 2023) va ser un cantant, actor i activista estatunidenc.

## Biografia

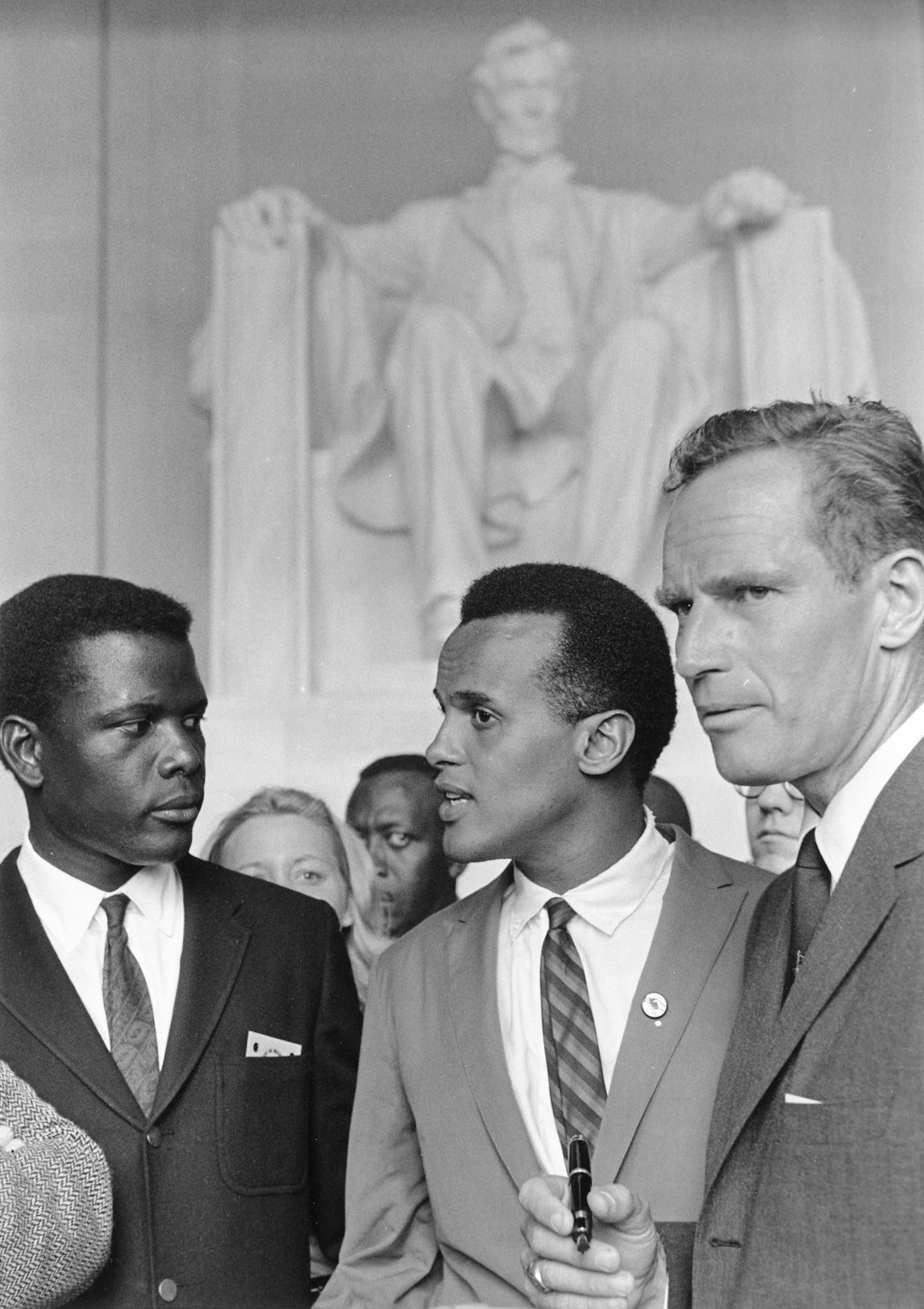
Sidney Poitier, Harry Belafonte i Charlton Heston en el moment de la marxa per als drets cíviques a Washington DC (1963).

Nascut l'1 de març de 1927 d'un pare de Martinica i d'una mare jamaicana, emigrats als Estats Units, a Harlem, barri negre de Nova York, on passa la seva primera joventut i la seva escolaritat. Segueix la seva mare quan aquesta torna a Jamaica de 1935 a 1940. Allà se submergeix en el folklore caribeny, autèntica barreja cultural, d'on ell extraurà sovint la inspiració exòtica original que caracteritza la seva carrera artística.
Abandona l'institut per entrar a la marina americana a mitjan anys 1940. Una vegada alliberat de les seves obligacions militars, torna a Nova York on exerceix diverses petites feines (com ara porter adjunt d'un magatzem de roba). Però només entra al món de l'espectacle quan se li ofereixen dues places per al Teatre Negre Americà on es feia Home is the Hunter i allà descobreix la seva vocació d'actor.

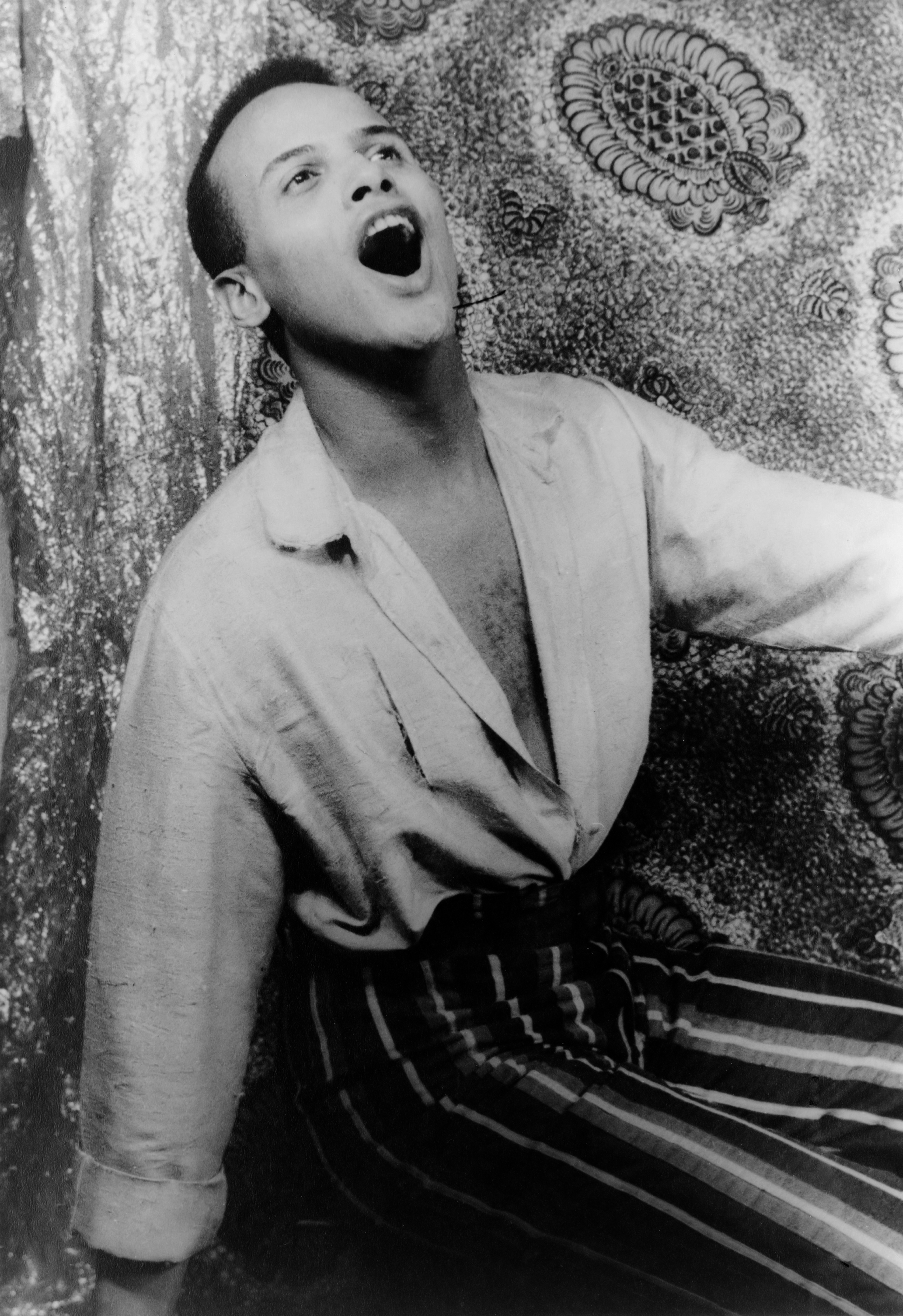
Harry Belafonte cantant (1954), fotografiat per Carl Van Vechten.

Fa un curs d'art dramàtic, « The Dramatic Workshop of the School of Social Research » que dirigia Erwin Piscator, el realitzador alemany. Hi fa les seves classes en companyia de Marlon Brando i Tony Curtis, ancorant-se definitivament al món artístic.
Monty Kaye, el promotor del Royal Roost, havent sovint apreciat el seu talent de cantant, l'ajuda contractant-lo al seu famós club de jazz com a cantant intermitent. El públic li manifesta un interès indulgent, tot i estar més familiaritzat amb les orquestres habituals, les de Charlie Parker, Miles Davis, Max Roach i Tommy Potter.
Una successió d'actuacions a diversos night clubs el porta a Broadway on la seva primera comèdia musical John Murray Anderson's Almanac fa sensació i, per a aquesta primera actuació a Broadway, el jove cantant obté el Tony Award.
Alguns mesos més tard, signa el que havia de ser una llarg i fructuós contracte amb la RCA Victor. L'any 1955, el seu tercer àlbum, Calypso, és el primer àlbum a arribar al milió d'exemplars venuts. Guanya el malnom de « King of Calypso »).
A la seva carrera cinematogràfica, es poden observar excel·lents films on va traduir de vegades les seves preocupacions en relació amb la igualtat entre tots els éssers humans, com a Bright Road, El Cop de l'escala o més recentment White Man's Burden.
L'any 1989, les seves cançons Banana Boat Song així com Jump in the Line es van utilitzar al film Beetlejuice de Tim Burton.
Des de 1985, se senten versions sempre renovades de la seva cançó Try to Remember a la publicitat dels cafès Carte Noir. L'any 2009, la seva cançó Jump in the line es fa servir per a la publicitat de la marca Orienta.
Va popularitzar el calipso a tot el món els anys cinquanta, però també ha cantat en molts altres estils, com ara blues, folk, gospel, etc. També ha protagonitzat algunes pel·lícules, especialment el musical Carmen Jones (1954, d'Otto Preminger), Island in the Sun (1957) i Un demà arriscat (1959, de Robert Wise).
Belafonte va militar des de ben aviat al moviment pels drets civils dels anys cinquanta, i va estar molt a prop de Martin Luther King Jr.. Després ha seguit treballant per moltes altres causes, com el moviment anti-apartheid i USA for Africa. Des del 1987 és Ambaixador de Bona Voluntat d'UNICEF. Recentment, ha estat una veu crítica amb les polítiques tant del republicà George W. Bush com del demòcrata Barack Obama.

## Filmografia
- Bright Road (1953)
- Carmen Jones (1954)
- Island in the Sun (1957)
- The Heart of Show Business (1957) (curt)
- The World, the Flesh and the Devil (1959)
- Un demà arriscat (Odds Against Tomorrow) (1959)
- King: A Filmed Record... Montgomery to Memphis (1970) (documental) (narrador)
- The Angel Levine (1970)
- Buck i el predicador (Buck and the Preacher) (1972)
- Uptown Saturday Night (1974)
- A veces miro mi vida (1982)
- Drei Lieder (1983) (curt)
- Sag nein (1983) (documental)
- Der Schönste Traum (1984) (documental)
- We Shall Overcome (1989) (documental) (narrador)
- The Player (1992) (Cameo)
- Prêt-à-porter (1994) (Cameo)
- Hank Aaron: Chasing the Dream (1995)
- Atrapat (White Man's Burde) (1995)
- Jazz '34 (1996)
- Kansas City (1996)
- Scandalize My Name: Stories from the Blacklist (1998) (documental)
- Fidel (2001) (documental)
- XXI Century (2003) (documental)
- Conakry Kas (2003) (documental)
- Ladders (2004) (documental) (narrador)
- Mo & Me (2006) (documental)
- Bobby (2006)
- Motherland (2009) (documental)
- Sing Your Song (2011) (documental)
- Hava Nagila: The Movie (2013) (documental)
- BlacKkKlansman (2018)